# Михайленко Андрій Петрович
Андрі́й Петро́вич Михайленко — молодший сержант Збройних сил України, учасник російсько-української війни.

## Короткий життєпис
З 1993 року працював електрозварником, газоелектрозварником, слюсарем в ДТЕК «Павлоградвугілля», на заводі «Павлоградхіммаш», підземним гірником — ділянка профілактичних робіт з техніки безпеки, ДТЕК ШУ «Дніпровське».
Мобілізований в Збройні сили України на початку квітня 2014-го. Командир міномета, 93-а окрема механізована бригада.
5 грудня 2014-го загинув під час обстрілу поблизу селища Піски під Донецьком. Тоді ж полягли майор Сергій Рибченко, старший солдат Роман Нітченко, солдати Євген Капітоненко, Сергій Шилов та Володимир Жеребцов.
Похований в Павлограді. Молодша дочка 1 вересня 2015-го пішла у перший клас.

## Нагороди  та вшанування
- Указом Президента України № 311/2015 від 4 червня 2015 року, «за особисту мужність і високий професіоналізм, виявлені у захисті державного суверенітету та територіальної цілісності України, вірність військовій присязі», нагороджений орденом «За мужність» III ступеня (посмертно)[1].
- Вшановується в меморіальному комплексі «Зала пам'яті», в щоденному ранковому церемоніалі 5 грудня[2][3].